# Władysław Struszkiewicz
Władysław Struszkiewicz (15. září 1846 Pysznica – 22. května 1919 Vídeň) byl rakouský agronom a politik polské národnosti z Haliče, v závěru 19. a na počátku 20. století poslanec Říšské rady.

## Biografie
Jeho synovcem byl architekt Jerzy Struszkiewicz (1883–1948). Władysław byl synem statkáře. Vychodil gymnázium a roku 1870 absolvoval zemědělskou akademii v hornoslezském Proskau. Působil pak jako správce a později i majitel statku u Niewiarowa. Byl aktivní veřejně i politicky. Roku 1872 byl zvolen do okresního zastupitelstva v Limanowe. Od roku 1873 vykonával funkci odhadce u krajského soudu v Nowém Sączi. Od roku 1877 zasedal v krakovské zemědělské společnosti (od roku 1882 byl členem jejího předsednictva). V období let 1882–1895 a 1901–1907 působil jako poslanec Haličského zemského sněmu. Byl členem zemské komise pro zemědělské otázky. Od roku 1885 byl též členem státní železniční komise a 2. místopředseda krakovské zemědělské společnosti. V období let 1895–1911 byl taktéž členem haličské zemské železniční komise. Vykonával funkci inspektora na nižších zemských zemědělských školách. V roce 1893 se stal inspektorem vyššího zemědělského učitelského ústavu v Dublanech u Lvova. Od roku 1892 byl zemským zemědělským inspektorem. Vykonával i vysoké úřednické funkce na ministerstvu zemědělství. Vedl mlékárenskou sekci a od roku 1901 byl členem ministerského veterinárního odboru. Angažoval se v místních hospodářských spolcích. Od roku 1892 působil na postu prezidenta Společnosti pro sušené ovoce a zeleninu v Bochni. Inicioval vznik záložny v Limanowě.
V 80. letech se zapojil i do celostátní politiky. V doplňovacích volbách roku 1887 byl zvolen do Říšské rady (celostátní zákonodárný sbor) za velkostatkářskou kurii v Haliči. Slib složil 28. října 1887. Mandát pak obhájil i v řádných volbách do Říšské rady roku 1891, volbách do Říšské rady roku 1897 a volbách do Říšské rady roku 1901.
V parlamentu patřil do Polského klubu. Zasadil se o opravu polského kostela ve Vídni.